# Universidade de Saga
A Universidade de Saga (佐賀大学 Saga daigaku); abreviado como Sagadai ou Sadai (佐大 Sadai), é uma instituição de ensino superior em Saga, no Japão. A universidade tem cinco faculdades, com um total de cerca de cerca de 7.000 alunos. Seus dois campi estão em Honjo (本 庄?) e Nabeshima (锅 岛?).

## Historia
A Escola Secundária Saga (佐賀高等學校, Saga koutou gakkou)  foi inaugurada em 1920, esta escola secundária é a origem da atual Universidade Saga. Mais tarde, a Saga School e a Saga Youth Teacher School começaram em 1943-1944. Essas escolas se fundiram e foram chamadas de "Universidade Saga" em 1949. A Saga Medical School, inaugurada em outubro de 1976, se fundiu com a Saga University em 2003 e se tornaram uma Universidade Nacional em 2004.